# آن كيرنز
آن كيرنز (بالإنجليزية: Anne Cairns)‏ هي إمرأة إطفاء نيوزيلندية، ولدت في 11 يناير 1981.

## وصلات خارجية
- آن كيرنز على موقع الاتحاد الدولي للكانو (الإنجليزية)
- آن كيرنز على موقع اللجنة الأولمبية الدولية (الإنجليزية)
- آن كيرنز على موقع أوليمبيديا (الإنجليزية)